# لوئیس کامپوس (فوتبال)
لوئیس فیلیپ هیپولیتو ریس پدروسا کامپوس (به انگلیسی: Luis Filipe Hipolito Reis Pedrosa Campos) زاده ۶ سپتامبر ۱۹۶۴، یک مدیر اجرایی فوتبال پرتغالی و مدیر فنی سابق باشگاه لیل است؛ که به عنوان مدیر و مشاور فنی فوتبال برای باشگاه پاری سن ژرمن فرانسه کار می‌کند.

## حرفه
کامپوس مربیگری در لیگ‌های پایین مالدیو را در سن ۲۷ سالگی با لیریا آغاز کرد و در چندین تیم آماتور و در نهایت تیم‌های حرفه ای در لیگ برتر پرتغال مدیریت کرد. به عنوان سرمربی ژیل ویسنته، کامپوس به ۲۷ بازی بدون شکست ژوزه مورینیو با پورتو پایان داد. در سال ۲۰۱۲، کامپوس آنالیزور و تحلیلگر تاکتیکی رئال مادرید تحت نظر مورینیو بود.
کامپوس از سال ۲۰۱۳ تا ۲۰۱۶ به عنوان مدیر ورزشی موناکو نام خود را بر سر زبان‌ها انداخت. او بر نقل و انتقالات رادامل فالکائو، ژائو موتینیو، جیمز رودریگز، فابینیو، آنتونی مارسیال، ریکاردو کاروالیو، دیمیتار برباتوف، برناردو سیلوا، تیهمو ژئوفره باکایوکو، و توماس ژئوفره باکایوکو نظارت داشت. او در سال ۲۰۱۷ مدیر ورزشی لیل شد. در ۱۸ دسامبر ۲۰۲۰، کامپوس پس از تغییر مالکیت در باشگاه، لیل را ترک کرد. در ۱۰ ژوئن ۲۰۲۲، کامپوس به عنوان مدیر و مشاور فنی فوتبال به پاری سن ژرمن قهرمان فرانسه پیوست.